# Pyriporoides circularis
Pyriporoides circularis is een mosdiertjessoort uit de familie van de Calloporidae. De wetenschappelijke naam van de soort is, als Daisyella circularis, voor het eerst geldig gepubliceerd in 1989 door Gordon.